# Ломбарди, Винс
Винсент Томас Ломбарди (11 июня 1913, Бруклин, Нью-Йорк — 3 сентября 1970, Вашингтон) — американский футболист и тренер. 

## Биография
Родился 11 июня 1913 года в Бруклине, Нью-Йорк.

## Спортивная карьера
Наиболее известен в качестве главного тренера Грин-Бей Пэкерс в 1960-х годах, когда под его руководством команда пять раз за семь лет побеждала в Национальной футбольной лиге, в том числе выиграв первые два Супербоула в 1966 и 1967 годах. Ломбарди, по мнению многих, является одним из лучших и самых успешных тренеров в истории НФЛ. Приз команде-победителю Супербоула, трофей Национальной футбольной лиги, назван в его честь. Он вошёл в Зал славы футбола в 1971 году.
Ломбарди играл в футбол за команды Святого Франциска и университета Фордэм. Он начал тренерскую деятельность ассистентом и позже стал главным тренером в средней школе Санкт Сесилия. Он был помощником тренера в Фордэм, в команде Военной академии США и Нью-Йорк Джайентс, прежде чем стать главным тренером Грин-Бей Пэкерс с 1959 по 1967 годы и Вашингтон Редскинз в 1969 году. Он никогда не проигрывал сезон в качестве главного тренера в НФЛ.

## Смерть
Скончался 3 сентября 1970 года.